# EBSA-Snookereuropameisterschaft 1993
Die EBSA-Snookereuropameisterschaft 1993 wurde fünf Jahre nach der ersten Ausgabe einer europäischen Kontinentalmeisterschaft für Amateure im Snooker ausgetragen. Die European Billiards and Snooker Association richtete das Turnier im Mai 1993 im SAS Royal Hotel in der finnischen Hauptstadt Helsinki aus.
Der Engländer Neil Mosley gewann das Finale mit 8:6 gegen den Lokalmatador Robin Hull und holte sich nach dem Weltmeistertitel 1992 auch den Europameistertitel. 
Nachdem nach der ersten Ausgabe mehrere Jahre vergangen waren, wurde die Europameisterschaft ab 1993 jedes Jahr ausgetragen.

## Modus
22 Spieler, vier weniger als beim EM-Debüt, nahmen am Turnier teil. Sie kamen aus 15 verschiedenen Ländern, wobei nur Gastgeber Finnland mit 8 Teilnehmern mehrfach vertreten war. Die Spieler wurden in vier Gruppen zu 5 bzw. 6 Spielern aufgeteilt. Im Modus „Jeder gegen Jeden“ wurden in jeder Gruppe zwei Sieger ausgespielt, die ins Viertelfinale einzogen. Gespielt wurden alle Partien der Gruppenrunde auf 4 Gewinnframes.

## Finalrunde
Ab dem Viertelfinale wurde im K.-o.-System der Turniersieger ermittelt. Gegenüber dem ersten Turnier wurden Halbfinale und Finale deutlich verkürzt und wurden Best of 11 bzw. Best of 15 (6 bzw. 8 Gewinnframes) gespielt.
Der amtierende englische Meister und Amateurweltmeister von 1992 Neil Mosley stand innerhalb kurzer Zeit in seinem dritten großen Amateurfinale. Der 18-jährige Robin Hull hatte zwar bereits ebenfalls seine Landesmeisterschaft gewonnen, international hatte er aber noch nicht so viel vorzuweisen. Im Endspiel konnte der Finne zwar mithalten, unterlag aber letztlich mit 6:8. Beide Spieler traten anschließend auf der Profitour an, aber während Mosley nach kurzer Zeit aufgab, folgte für Hull eine lange erfolgreiche Main-Tour-Karriere. Dazwischen gewann er 1997 und 2013 den Europameistertitel und wurde mit drei Finalteilnahmen zu einem der erfolgreichsten EM-Teilnehmer.

|  | Viertelfinale Best-of-9 | Viertelfinale Best-of-9 |             |   | Halbfinale Best-of-11 | Halbfinale Best-of-11 |  |  | Finale Best-of-15 | Finale Best-of-15 |
|  |                         |                         |             |   |                       |                       |  |  |                   |                   |
|  | Neil Mosley             | 5                       |             |   |                       |                       |  |  |                   |                   |
|  | John Buckley            | 1                       |             |   |                       |                       |  |  |                   |                   |
|  | John Buckley            | 1                       | Neil Mosley | 6 |                       |                       |  |  |                   |                   |
|  |                         |                         | Neil Mosley | 6 |                       |                       |  |  |                   |                   |
|  |                         | Mike Colquitt           | 3           |   |                       |                       |  |  |                   |                   |
|  | Paul Mifsud             | Mike Colquitt           | 3           | 1 |                       |                       |  |  |                   |                   |
|  | Paul Mifsud             |                         |             | 1 |                       |                       |  |  |                   |                   |
|  | Mike Colquitt           | 5                       |             |   |                       |                       |  |  |                   |                   |
|  |                         |                         | Neil Mosley | 8 |                       |                       |  |  |                   |                   |
|  |                         | Robin Hull              | 6           |   |                       |                       |  |  |                   |                   |
|  | David Bell              | 5                       |             |   |                       |                       |  |  |                   |                   |
|  | Kimmo Lång              | 1                       |             |   |                       |                       |  |  |                   |                   |
|  | Kimmo Lång              | 1                       | David Bell  | 3 |                       |                       |  |  |                   |                   |
|  |                         |                         | David Bell  | 3 |                       |                       |  |  |                   |                   |
|  |                         | Robin Hull              | 6           |   |                       |                       |  |  |                   |                   |
|  | Robin Hull              | Robin Hull              | 6           | 5 |                       |                       |  |  |                   |                   |
|  | Robin Hull              |                         |             | 5 |                       |                       |  |  |                   |                   |
|  | Michael Duffy           | 3                       |             |   |                       |                       |  |  |                   |                   |

### Century-Breaks
Dreimal wurden mehr als 100 Punkte in einem Break erzielt, die beiden höchsten Century-Breaks gab es in der Finalrunde.
| Mike Colquitt | 115 |
| Robin Hull    | 111 |
| Jani Latti    | 101 |